# Pipistrel Sinus

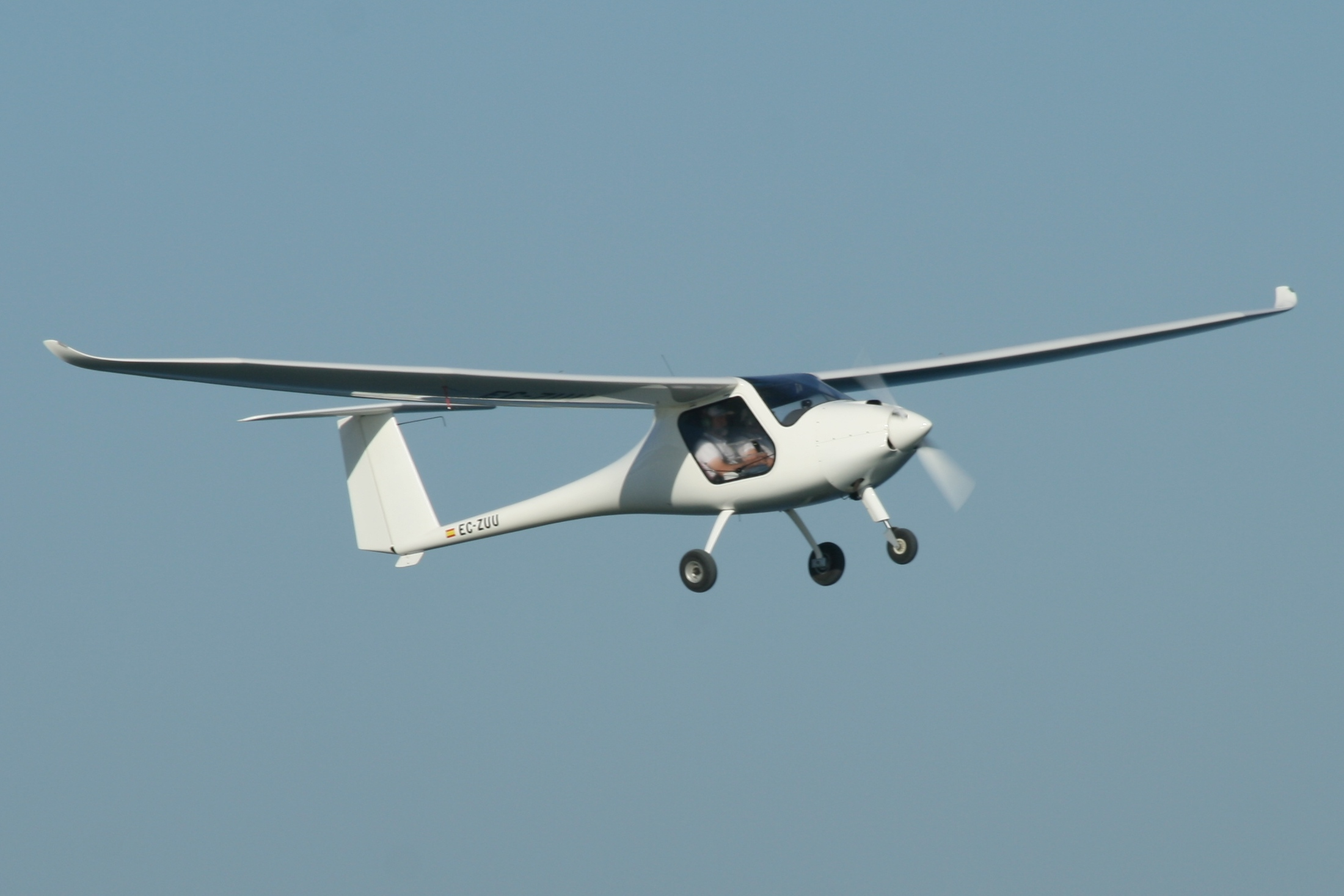
Pipistrel Sinus

De Pipistrel Sinus is een Sloveens eenmotorig hoogdekker motorzweefvliegtuig. Het door vliegtuigbouwer Pipistrel geheel van composietmateriaal geconstrueerde toestel met twee zitplaatsen maakte zijn eerste vlucht op 16 oktober 1996. Van de Pipistrel Sinus en Virus vliegtuigserie zijn er totaal meer dan 1000 exemplaren gebouwd.
Het ontwerp van de Sinus heeft een side-by-side cockpit met daarachter een slanke kokervormige romp met T-staart. Het vliegtuig wordt geleverd met verschillende types Rotax benzinemotoren. Het Sinus landingsgestel kan desgewenst worden uitgevoerd met een neus- of een staartwielconfiguratie. 
De Sinus heeft dezelfde romp en staart als de Pipistrel Virus, maar heeft langere vleugels voor betere prestaties als zweefvliegtuig. De tweeblads propeller heeft een variabele spoed plus een vaanstand voor minimale weerstand tijdens de zweefvliegfase. 

## Varianten

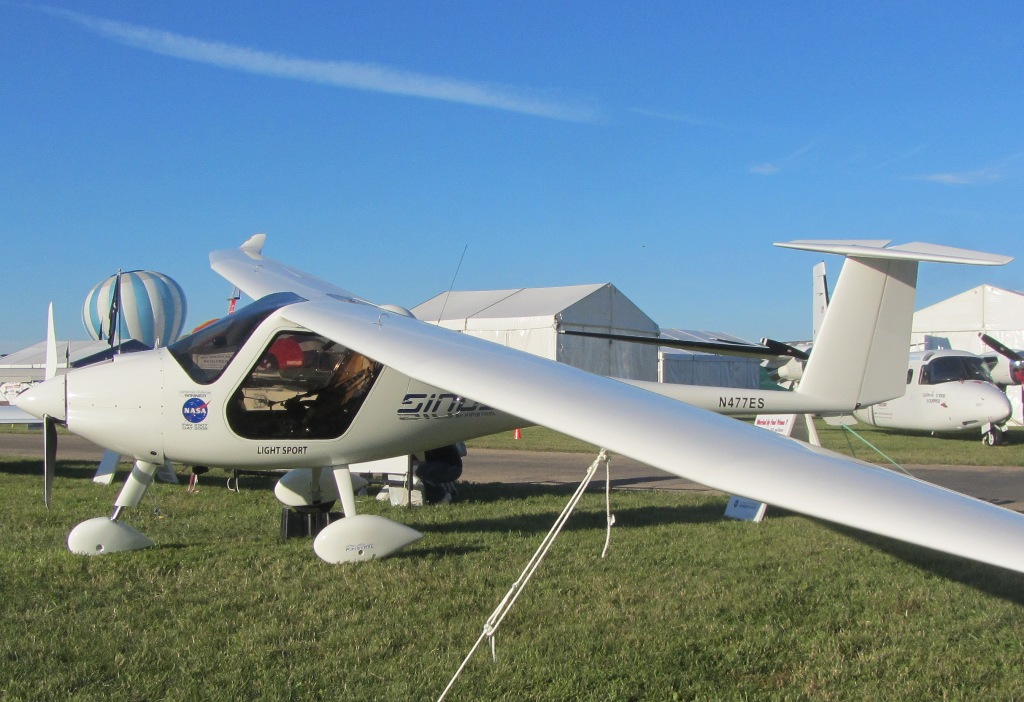
Pipistrel Sinus 912

Sinus 447
Versie met een Rotax 447-motor, speciaal voor de Sloveense markt.
Sinus 503
Variant met een Rotax 503-motor en een variabele-spoedpropeller met vaanstand.
Sinus 582
Idem als de 503, maar met een Rotax 582-motor.
Sinus 912
Versie met een Rotax 912-motor.
Sinus FLEX
Sinus 912 variant met verwisselbare vleugeltippen (desgewenst langer of korter).

## Specificaties
- Type: Sinus 912
- Fabriek: Pipistrel
- Bemanning: 1
- Passagiers: 1
- Rol: Motorzweefvliegtuig
- Lengte: 6,60 m
- Spanwijdte: 14,97 m
- Leeg gewicht: 285 kg

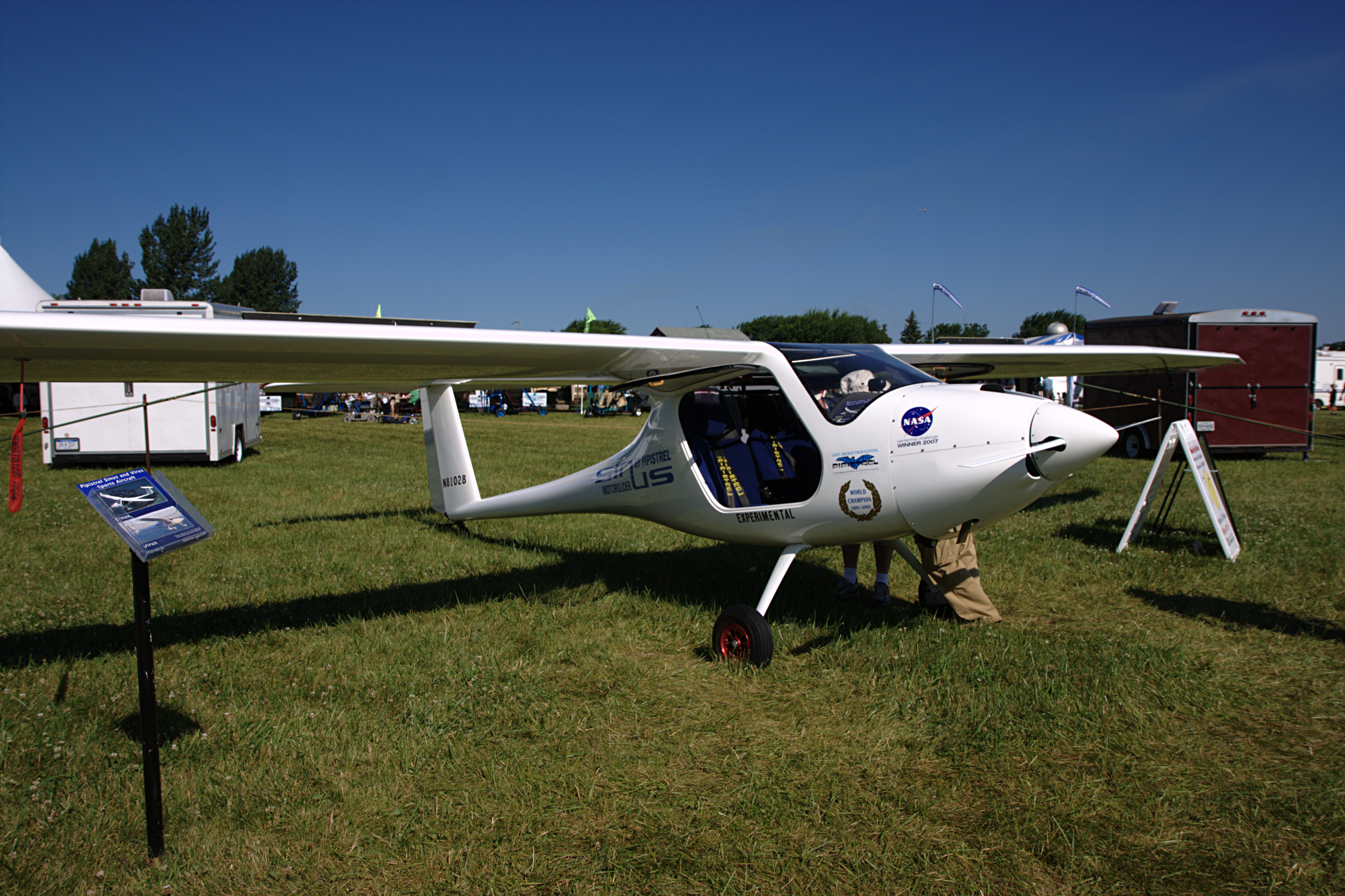
Pipistrel Sinus met staartwielconfiguratie

- Maximum gewicht: 450, 473 of 600 kg
- Brandstof: 60 liter
- Motor: 1 × Rotax 912 UL2, viercilinder vloeistofgekoelde viertakt motor, 60 kW (80 pk)
- Propeller: tweeblads variabele spoed met vaanstand.
- Introductie: 1995
- Aantal gebouwd: 1000 (Sinus plus Virus)

Prestaties:
- Maximumsnelheid: 220 km/u
- Kruissnelheid: 200 km/u
- Overtreksnelheid: 66 km/u
- Never Exceed Speed: 225 km/u
- Klimsnelheid: 6,5 m/s
- Plafond: 8800 m
- Glijgetal: 27:1
- G-limieten: +4, -2
- Vliegbereik: 1200 km